# زیرک‌تر (فیلم)
زیرک‌تر (انگلیسی: Sharper) فیلم دلهره‌آور روان‌شناختی آمریکایی محصول سال ۲۰۲۳ به کارگردانی بنجامین کارون و نویسندگی برایان گیتوود و الساندرو تاناکا است. جولین مور (که تهیه‌کنندهٔ فیلم نیز است)، سباستین استن، جاستیس اسمیث، برایانا میدلتون و جان لیسگو در این فیلم ایفای نقش می‌کنند.
زیرک‌تر در ۱۰ فوریه ۲۰۲۳ توسط ای۲۴ در سینماهای منتخب ایالات متحده اکران شد. این فیلم در ۱۷ فوریهٔ ۲۰۲۳ توسط اپل تی‌وی پلاس منتشر شد.

## بازیگران
- جولین مور در نقش مدلین
- سباستین استن در نقش مکس
- جاستیس اسمیث در نقش تام
- برایانا میدلتون در نقش ساندرا
- دارن گلدشتاین در نقش پت برادوک
- جان لیسگو در نقش ریچارد هابز
- فیلیپ جانسون ریچاردسون در نقش کارآگاه کالینز «تیپسی»
- کری فلانگان در نقش لاروسو
- دیوید پیتو در نقش دیوید/وکیل
- کوئینسی دان-بیکر در نقش ویلیام تایلر
- هانا دان در نقش برندا
- جولیان یائو جیولو در نقش جک

## تولید
در مارس ۲۰۲۱ اعلام شد که ای۲۴ این فیلم را برای اپل تی‌وی پلاس، به کارگردانی بنجامین کارون و با بازی جولین مور، بر اساس فیلمنامه‌ای نوشته برایان گیتوود و الساندرو تاناکا که بخشی از فهرست سیاه ۲۰۲۰ بود، تولید خواهد کرد. در ژوئیه ۲۰۲۱، سباستین استن به بازیگران اضافه شد و جاستیس اسمیث و برایانا میدلتون در اوت به آن پیوستند. در سپتامبر، جان لیسگو به عنوان بازیگر انتخاب شد و فیلمبرداری آن از ۱۳ سپتامبر در شهر نیویورک آغاز شد.

## انتشار
زیرک‌تر در ۱۰ فوریه ۲۰۲۳ توسط ای۲۴ در سینماهای منتخب ایالات متحده و در ۱۷ فوریه در اپل تی‌وی پلاس منتشر شد.

## بازخورد
در وبگاه جمع‌آوری نقد راتن تومیتوز، ٪۷۰ از ۱۳۰ بررسی منتقدان مثبت است و میانگینِ امتیاز آن ۶٫۵/۱۰ است. اجماع این وبگاه چنین می‌نویسد: «اگرچه زیرک‌تر هرگز به شیطنت‌های کلاسیکی که می‌خواهد تقلید کند، نزدیک نمی‌شود، اما این فیلم برای وقت گذراندن به اندازه کافی شیک و باهوش است.» این فیلم در متاکریتیک، که از میانگین وزنی استفاده می‌کند، بر اساس نظر ۳۵ منتقد امتیاز ۶۵ از ۱۰۰ را کسب کرده که نشان‌گر «نقدهای عموماً مطلوب» است.